# Сосновка (Вологодский район)
Сосновка — посёлок в Вологодском районе Вологодской области. Административный центр Сосновского сельского поселения и Сосновского сельсовета. Стоит на правом берегу реки Ёма неподалёку от её впадения в Тошню.

## География
Расстояние до районного центра Вологды по автодороге — 19,5 км. Ближайшие населённые пункты — Голузино, Киндеево, Исаково, Ерофейка, Лавкино.

## История
В 1962 г. указом Президиума Верховного Совета РСФСР погост Благовещенье переименован в посёлок Сосновка.
В 2001 году к Сосновке была присоединена соседняя деревня Ёмка.

## Население
По переписи 2002 года население — 2311 человек (1121 мужчина, 1190 женщин). Преобладающая национальность — русские (98 %).